# Лиственна
Ли́ственна (рос. Лиственная) — присілок у складі Кетовського району Курганської області, Росія. Входить до складу Митинської сільської ради.
Населення — 51 особа (2010, 85 у 2002).